# Hirmoneura pipistrella
Hirmoneura pipistrella är en tvåvingeart som beskrevs av Angulo 1971. Hirmoneura pipistrella ingår i släktet Hirmoneura och familjen Nemestrinidae. Inga underarter finns listade i Catalogue of Life.